# 原田英之
原田 英之（はらだ ひでゆき、1943年〈昭和18年〉1月12日 - ）は、日本の政治家。
2001年から2005年まで（旧）袋井市長を2期、2005年から2021年まで（現）袋井市長を4期務めた。

## 来歴
1943年（昭和18年)  1月12日、 静岡県磐田郡久努村（現・袋井市国本）に生まれる。
1967年（昭和42年）3月、東北大学法学部卒業。同年4月、静岡県庁に入庁。1984年（昭和59年）2月、ロサンゼルス駐在員となる。1997年（平成9年）4月、東京事務所長に就任。1999年（平成11年）4月、健康福祉部長に就任。
2000年（平成12年）11月30日、旧袋井市長の豊田舜次がくも膜下出血のため、任期中に死去。豊田の死去に伴って2001年（平成13年）1月14日に行われた旧袋井市の市長選挙に立候補し、日本共産党推薦の候補者を破り初当選した。
2005年（平成17年）1月、再選。
2005年（平成17年）4月1日、旧袋井市と磐田郡浅羽町が合併し新市制の袋井市が誕生。
同年4月24日に行われた市長選に自民党・民主党・公明党・社民党の推薦を受けて出馬し当選を果たした。
2009年（平成21年）4月16日、無投票により再選。
2013年（平成25年）4月21日、元静岡県議会議員の奥之山隆を下し3選。
2017年（平成29年）4月16日、無投票により4選。2021年4月23日をもって任期満了により退任した。2022年、旭日中綬章受章。